# سفارة تونس لدى صربيا
سفارة تونس لدى دولة صربيا هي البعثة الدبلوماسية لجمهورية تونس لدى جمهورية صربيا، وتقع بالعاصمة بلغراد.